# Javier Casquero
Francisco Javier Casquero Paredes (Talavera de la Reina, Toledo, España, 11 de marzo de 1976) es un exfutbolista y entrenador español. Jugaba de centrocampista.

## Trayectoria

### Como jugador
Formado en la cantera del Real Madrid C. F., fichó por el C. D. Toledo en el mes de septiembre de 1994. Debutó con el equipo castellano en Segunda División el 5 de febrero de 1995 ante la S. D. Eibar en el estadio de Ipurúa. En enero de 1997 fue cedido a la Cultural y Deportiva Leonesa hasta el mes de junio. Después de otros dos años en el Toledo, firmó con el Club Atlético de Madrid "B" para disputar la campaña 1999-2000. Durante el verano de 2000 fue traspasado al Sevilla F. C., equipo con el que consiguió un ascenso a Primera División en la temporada 2000-01. Jugó otras cuatro campañas con el Sevilla en la máxima categoría y llegó a debutar en la Copa de la UEFA el 16 de septiembre de 2004 ante el C. D. Nacional.
Para la temporada 2005-06 se incorporó a las filas del Real Racing Club de Santander, donde consiguió anotar cinco goles en los veintiséis partidos que disputó.  A pesar de que se había comprometido con el equipo cántabro por cuatro años, en el verano de 2006 se desvinculó del club y firmó un contrato con el Getafe C. F.. En el conjunto azulón permaneció seis temporadas en las que se proclamó dos veces subcampeón de la Copa del Rey, en las campañas 2006-07 y 2007-08, tras perder sendas finales ante el Sevilla y el Valencia C. F., respectivamente. En 2009, en un partido ante el Real Madrid Club de Fútbol fue protagonista de una sonada agresión por parte del madridista Pepe quien pateó a Casquero en el suelo tras cometer un penalti sobre él.
El 24 de julio de 2012 fichó por la U. D. Almería, equipo en el que militó hasta que rescindió su contrato el 31 de enero de 2013. El 20 de febrero se hizo oficial su contratación por el Real Sporting de Gijón para el resto de la temporada 2012-13.

### Como entrenador
En marzo de 2015 asumió el cargo de segundo entrenador del Getafe, donde se mantuvo hasta el final de la campaña 2014-15. De cara a la temporada 2017-18 firmó un contrato como técnico del R. C. Recreativo de Huelva, pero fue despedido el 2 de noviembre, cuando el equipo ocupaba la decimoséptima posición tras sumar doce puntos en las doce primeras jornadas del campeonato.

### Como director deportivo
Desde julio de 2019 ostenta el cargo de director deportivo del U.D Sanse, equipo que milita en la Primera División de la Real Federación Española de Fútbol.

## Clubes

### Como jugador
| Club                          | País   | Año       |
| ----------------------------- | ------ | --------- |
| C. D. Toledo                  | España | 1994-1996 |
| Cultural y Deportiva Leonesa  | España | 1996-1997 |
| C. D. Toledo                  | España | 1997-1999 |
| Club Atlético de Madrid "B"   | España | 1999-2000 |
| Sevilla F. C.                 | España | 2000-2005 |
| Real Racing Club de Santander | España | 2005-2006 |
| Getafe C. F.                  | España | 2006-2012 |
| U. D. Almería                 | España | 2012-2013 |
| Real Sporting de Gijón        | España | 2013-2014 |

### Como entrenador
| Club                       | País   | Año       |
| -------------------------- | ------ | --------- |
| Getafe (2º entrenador)     | España | 2014-2015 |
| Sesiones AFE               | España | 2016      |
| R. C. Recreativo de Huelva | España | 2017      |